# 黄杰民
黄杰民（1954年4月—），上海人，祖籍广东宝安人，中华人民共和国政治人物、外交官。

## 生平
1979年，毕业于北京外国语学院阿拉伯语专业，进入中华人民共和国外交部工作，先后在外交部西亚北非司、驻黎巴嫩大使馆、驻叙利亚大使馆、外交部办公厅任职。1996年，任驻约旦大使馆参赞。2000年，任外交部西亚北非司参赞，后升任副司长。2003年9月，出任中华人民共和国驻利比亚大使。2008年6月，出任中华人民共和国驻科威特大使。2012年3月，出任中华人民共和国驻阿拉伯联合酋长国大使。2014年11月，自驻阿联酋大使离任。

## 荣誉

### 外国勋章奖章
- 一等独立勋章（阿联酋，2014年11月10日颁发[5]）

## 家庭
已婚，有一女。